# La Liberté ou l'Amour
La Liberté ou l'Amour est un roman de Robert Desnos paru en 1927.

## Présentation
Le roman met en scène deux personnages principaux : le corsaire Sanglot, incarnation de l'auteur, et Louise Lame, une femme fatale et son amante. L’œuvre relate leurs rencontres, leur flux de pensées et leur quête d'expérimentation charnelle.

## Analyse
- Si vous ne connaissez pas le sujet, laissez ce bandeau (vous pouvez alors contacter les auteurs).
- Si vous supprimez le contenu mis en cause (vous pouvez préalablement contacter les auteurs),

argumentez précisément cette suppression dans la page de discussion
(un manque de référence n'est pas un argument ; une recherche réelle de référence doit avoir été effectuée, être formellement documentée).
Mélange entre rêve et réalité
À l'exemple du début du chapitre II, « Les profondeurs de la nuit », le lecteur déambule avec le narrateur dans un décor banal, tels les escaliers ou les boutiques, mais aussi dans un décor imaginaire peuplé de fantômes rassurants, de femmes et de souvenirs amoureux. Chaque lieu attise les songes ; que ce soit les escaliers et l'évocation du martellement de talons féminins, « l'escalier derrière moi n'était plus qu'un firmament semé d'étoiles parmi lesquelles je distinguais nettement l'empreinte des pas de telle femme dont les talons Louis XV avaient, durant longtemps, martelé le macadam des allées... », ou l'échange de baisers dans les recoins, « C'est devant le bijoutier une femme qui se dégante pour essayer une bague et se faire baiser la main par le Corsaire Sanglot […]. La foule piétinait ces souvenirs de baisers et d'étreintes sans leur prêter la déférente attention qu'ils sollicitaient. Seul, j'évitais de les meurtrir. Parfois même je ramassais l'un d'eux. D'une étreinte douce il me remerciait. Je le sentais frémir dans la poche de mon pantalon. Ainsi sa maîtresse avait-elle dû frémir à l'instant fugitif de l'amour. Je marchais ». 
Se jouer du temps
Rêve et réalité s'entrelacent mais aussi vie et mort. Dès le premier chapitre, l'auteur se joue du lecteur et interroge la place du narrateur ; intitulé « ROBERT DESNOS », on peut y lire : « Né à Paris le 4 juillet 1900. Décédé à Paris le 13 décembre 1924 », jour où il écrit ces lignes. « Qu'il aille donc au diable le corbillard de Louise Lame, et le corps de Louise Lame et son cercueil et les gens qui se découvrent et ceux qui suivent. Que m'importe à moi cette carcasse immonde et ce défilé de carnaval. Il n'est pas de jour où l'image ridicule de la mort n'intervienne dans le décor mobile de mes rêves. Elle ne me touche guère, la mort matérielle, car je vis dans l'éternité ». Pour Desnos, la mort n'est rien ; un auteur est éternel tant qu'il est lu.
Mesurer le temps est une prétention absurde : « Le regard de celui-ci errait dans la pièce. Il s'arrêta enfin sur une éphéméride. Celui-ci avait été oublié par un comptable narquois partagé entre le désir d'oublier et celui de mesurer le temps machinalement et sans penser à la stupidité que sous-entend une pareil prétention ».
Le merveilleux dans le quotidien
S'évadant des jeux de cadavre exquis, des séances d'hypnotisme ou d'écriture automatique, les surréalistes quittent les lieux clos pour explorer la rue, la vie, et les rencontres que le hasard provoque. Yves Thomas analyse l’œuvre de Desnos comme ouvertement intertextuelle. Il s'inspire de Jules Verne dans Le Sphinx des glaces ou des Aventures d’Arthur Gordon Pym d’Edgar Allan Poe afin de bâtir un roman d'aventures dans Paris. L'aventure naît donc dans le rêve et l'imagination chez Desnos.
Yves Thomas écrit dans son premier paragraphe : « Me voici donc lancé dans les aléas d’une aventure qui, selon toute probabilité, dépasserait en imprévu mes voyages antérieurs ».
Ces paroles dites par Jeorling, le narrateur du Sphinx des glaces et passager de la goélette l’Halbrane en route vers le cercle antarctique auraient pu bien être, en 1927, celles du narrateur de La liberté ou l’Amour ! pleinement en phase avec les tendances aventurières des explorations surréalistes, conforme au désir de s’émerveiller dans le quotidien du voyage extraordinaire, de l’excursion, de l’errance, cette affirmation du personnage de Verne trouve un écho significatif au chapitre V intitulé « la Baie de la faim » lorsque les « explorateurs polaires » viennent se mêler sans se confondre au Corsaire Sanglot et à Louise Lame, les personnages principaux du récit de Desnos. Mettant en scène l’ambivalence de l’espace par un chevauchement, voire une stratification des paysages fictifs, entre les déserts polaires et Paris, Desnos transpose « les aléas d’une aventure » en un enchaînement de « merveilleuses aventures » annoncé déjà au chapitre IV.

## L'humour
Provocation et jeu avec le lecteur abondent. L'auteur se moque ouvertement de ses personnages (p. 27) : « Louise Lame et Corsaire Sanglot considérèrent avec respect, eux qui n'avaient que peu de choses à respecter en raison de leur valeur morale... »
Sordide et sensualité se mêlent et prêtent à sourire ; ainsi peut-on lire page 25 qu' « un assassin dans un quartier lointain se donne beaucoup de mal pour tuer un impassible promeneur ». 
Les assimilations de Bébé Cadum à Dieu dans des formulations comme : « La nuit de son incarnation approche où, ruisselant de neige et de lumière, il signifiera à ses premiers fidèles que le temps est venu de saluer le tranquille prodige des lavandières qui bleuissent l'eau des rivières et celui d'un dieu visible sous les espèces de la mousse de savon, modulant le corps d'une femme admirable, debout dans sa baignoire, et reine déesse des glaciers de la passion rayonnant d'un soleil torride, mille fois réfléchi, et propices à la mort par insolation » (page 33), prouvent que Robert Desnos se joue de la religion en la parodiant. Dieu est un bébé de publicité et son corps érotisé devient celui d'une femme. Sous des aspects parodiques, l'auteur surréaliste tourne en ridicule des sujets considérés comme sérieux, tels la mort ou la religion.